# El gegant enterrat
El gegant enterrat (The Buried Giant) és una novel·la del guanyador del Premi Nobel de Literatura (2017) Kazuo Ishiguro, que es va publicar, en anglès, el març del 2015. El llibre ha estat traduït al català: Editorial Anagrama, 2017.

## Resum de l'argument
La novel·la se situa immediatament després de l'època mítica artúrica, quan els Britans vivien en pau, costat per costat, amb els Saxons. La història comença amb Axl i Beatrice, una parella d'ancians que decideixen retrobar-se amb el seu fill que viu en un poble proper; en tenen un record confús, del seu fill. Axl ho atribueix a una boira que cobreix el país i que fa que tothom hagi perdut, totalment o parcial, la memòria. En la seva primera nit de viatge, Axl i Beatrice fan estada en un poble saxó que ha estat atac per ogres. Un noi, Edwin, ha estat segrestat per aquests ogres. Un guerrer saxó, Wistan, rescata Edwin i mata els ogres, tot i que Edwin rep una ferida, que fan creure als saxons que ha estat una mossegada d'ogre. La gent del poble, tement el contagi, vol matar Edwin, però el noi és salvat per Wistan, qui acompanyarà Axl i Beatrice en el seu viatge amb la intenció de deixar Edwin al poble on van els ancians.
Axl i Beatrice decideixen fer marrada i visitar un monestir proper per buscar consell de Jonus, un monjo assenyat, sobre l'origen de la boira. En el camí, els quatre viatgers coneixen Sir Gawain, nebot del Rei Artús, ara mort. Gawain els revela que la seva missió és protegir la dragona Querig. En canvi, l'encàrrec que ha rebut el guerrer Wistan és el de matar Querig.
Mentrestant al monestir, els soldats de Brennus, avisats per Gawain, arriben i ataquen Wistan. Un altre monjo mostra a Axl, Beatrice i Edwin un passatge subterrani per escapar-se. Gawain els diu que el passatge és habitat per una bèstia i que els monjos els volen morts. Gawain mata el "gos del dimoni"; els explica que Edwin va ser mossegat per un drac petit mantingut pels ogres, el qual dirigirà Edwin i Wistan fins a Querig, la dragona. Després de fugir del monestir, Axl i Beatrice continuen el seu viatge sols, i Edwin retorna al monestir per rescatar Wistan. Gawain se'n va cap a la muntanya on viu Querig. Més tard, Gawain els explicarà l'origen de la boira: el rei Artús va ordenar al mag Merlí que la respiració de Querig fos una boira que suprimís la memòria, tant de britans com de saxons, i així es mantingués la pau i la convivència entre els dos pobles.
Axl i Beatrice reprenen sols el viatge però són atacats per uns monstres de riu; decideixen, doncs, fugir a les muntanyes, on es retrobaran amb Gawain. Quan Wistan i Edwin arriben, Gawain de mala gana acorda mostrar-los el cau on viu Querig. Aleshores Wistan i Gawain s'enfronten en un combat que acaba amb la victòria de Wistan i la mort de Gawain. Tot seguit, Wistan decapita Querig, que és ja una dragona vella i incapaç de moure's. Abans d'acomiadar-se de la parella d'ancians, Wistan revela que educarà Edwin perquè esdevingui un guerrer que es vengi, sense pietat, de les atrocitats que els britans van cometre contra els saxons en el passat. Els diu que, un cop dissipada la boirina, els pobles recuperaran la memòria i esdevindrà el moment de la venjança definitiva dels saxons.
En el capítol final, Beatrice i Axl han recuperat la memòria. Recorden, doncs, que el seu fill va morir de la pesta; alhora també recorden les seves dissensions del passat: ella li va ser infidel; ell no li va permetre visitar la tomba del fill. Reprenen, tanmateix, el camí i, un cop arriben a la vora del riu, demanen a un barquer que els dugui a l'illa per trobar la tomba del fill. El barquer els diu que abans han de demostrar el seu amor i els pregunta per separat; els assegura que, arran de les respostes, seran permesos de viure-hi plegats. A la barca, però, només s'hi pot transportar un viatger; caldran, doncs, dos viatges. Axl i Beatrice, neguitosos, s'acomiaden i esperen retrobar-se ben aviat a l'illa.

## Recepció
El gegant enterrat va rebre generalment opinions positives dels crítics. Tanmateix, no tots els crítics van elogiar la novel·la. James Wood va escriure a The New Yorker una crítica en què manifestava que "Ishiguro sempre està trencant les seves pròpies regles, tanmateix presenta records limitats però convenientment lúcids".
Elperiodista i autor britànic Alex Preston era molt més positiu en The Guardian: "Si ens centrem en una sola lectura de la seva història de boires i monstres, espases i bruixeria, reduïm la novel·la a una mera paràbola; però és molt més que això. És un profund examen sobre la memòria i la culpa, sobre la manera com recordem els traumes col·lectius. També és un conte extraordinàriament atmosfèric i llegible compulsivament, que es devora d'una tirada. El gegant enterrat és un Joc de trons amb consciència, The Sword in the Stone per al temps de la indústria del trauma, un llibre bell i escruixidor sobre el deure de recordar i la necessitat d'oblidar."
Marina Espasa, al diari Ara, destaca que la novel·la "té un ritme i una atmosfera embriagadors" de regust medievalizant que "es compensa amb un tret de modernitat, que és la decisió de tenyir la novel·la d'un to malenconiós, com si l'autor hagués col·locat un tel sobre la història que vol explicar, que ens l'allunya, però per això mateix fa que vulguem saber-ne més."
Javier Aparicio Maydeu escriu a El País: "El gegant enterrat és una novel·la d'aventures tècnicament sofisticada i genèricament híbrida, i, si acceptem la broma, podria molt bé ser la coda de la Història del Cavaller Covard i altres relats artúrics, de Victòria Cirlot. O la poció d'un druida anglès de Nagasaki que ens fa veure el rei Artur participant amb Tolkien en Joc de trons."